# Gunnahemssjön
Gunnahemssjön är en sjö i Jönköpings kommun i Småland och ingår i Nissans huvudavrinningsområde. Sjön är 4,5 meter djup, har en yta på 0,187 kvadratkilometer och är belägen 191 meter över havet. Sjön avvattnas av vattendraget Lillån.

## Delavrinningsområde
Gunnahemssjön ingår i det delavrinningsområde (639703-138352) som SMHI kallar för Mynnar i Nissan. Avrinningsområdets medelhöjd är 253 meter över havet och ytan är 37,15 kvadratkilometer. Det finns inga delavrinningsområden uppströms utan avrinningsområdet är högsta punkten. Lillån som avvattnar avrinningsområdet har biflödesordning 2, vilket innebär att vattnet flödar genom totalt 2 vattendrag innan det når havet efter 178 kilometer. Delavrinningsområdet består mestadels av skog (70 procent) och sankmarker (11 procent). Avrinningsområdet har 1,06 kvadratkilometer vattenytor vilket ger avrinningsområdet en sjöprocent på 2,9 procent.